# Cortinaire de Bulliard
Cortinarius bulliardii
Espèce
Le cortinaire de Bulliard ou cortinaire à pied de feu (Cortinarius bulliardii) est un champignon basidiomycète du genre Cortinarius et de la famille des Cortinariaceae.